# 楓丹白露森林

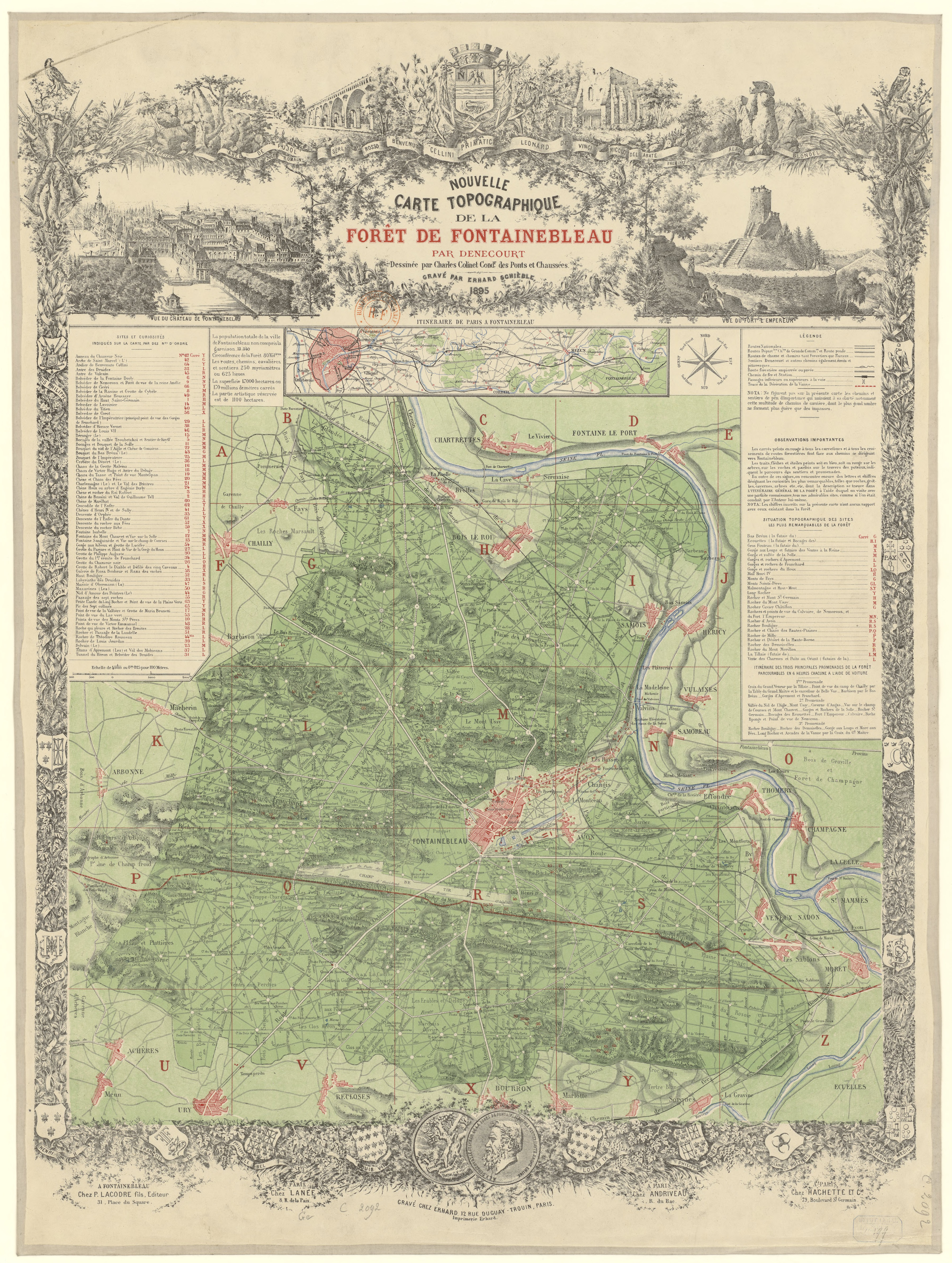
1895年森林地图

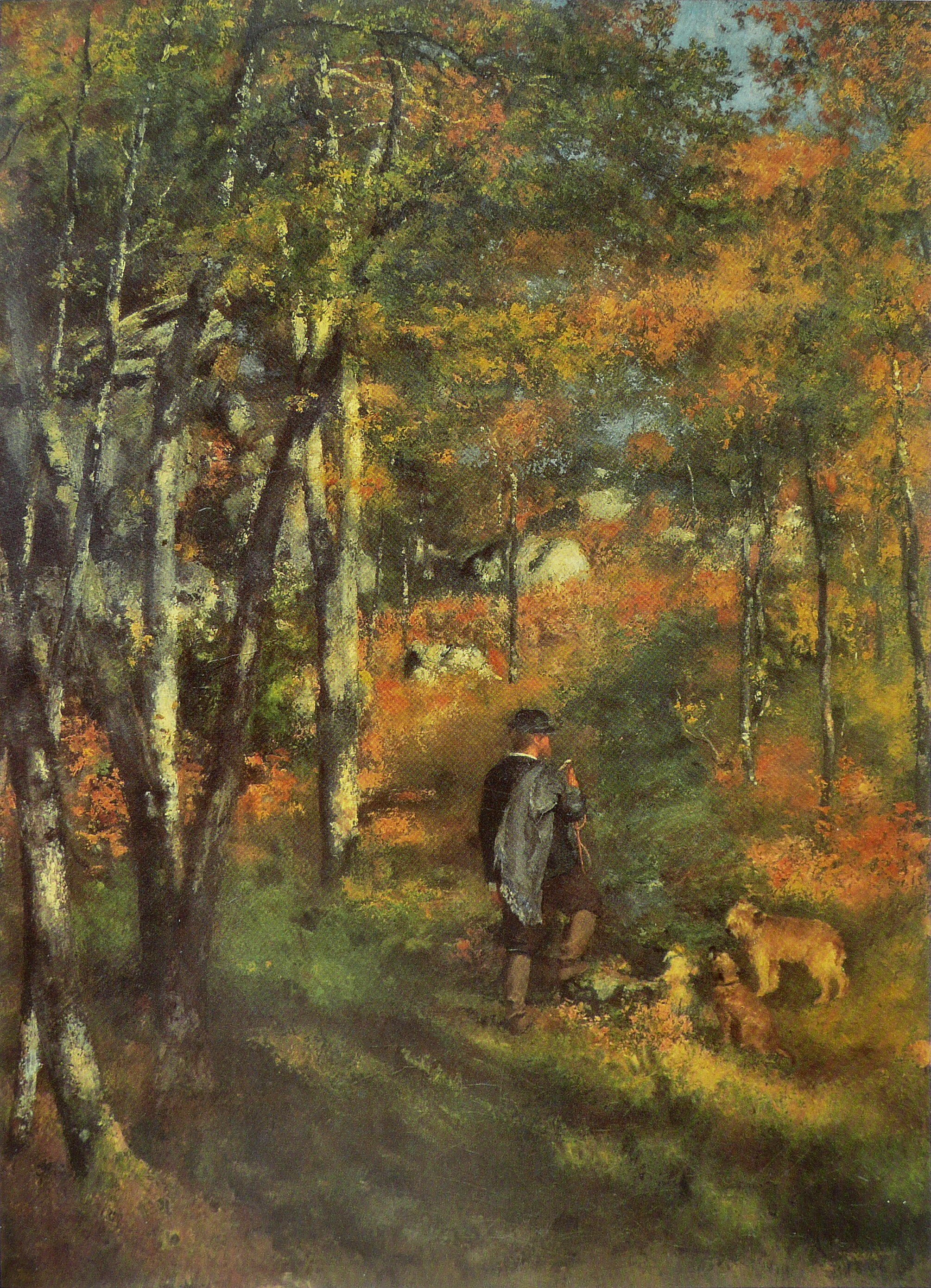
皮埃尔-奥古斯特·雷诺阿笔下的森林，1866

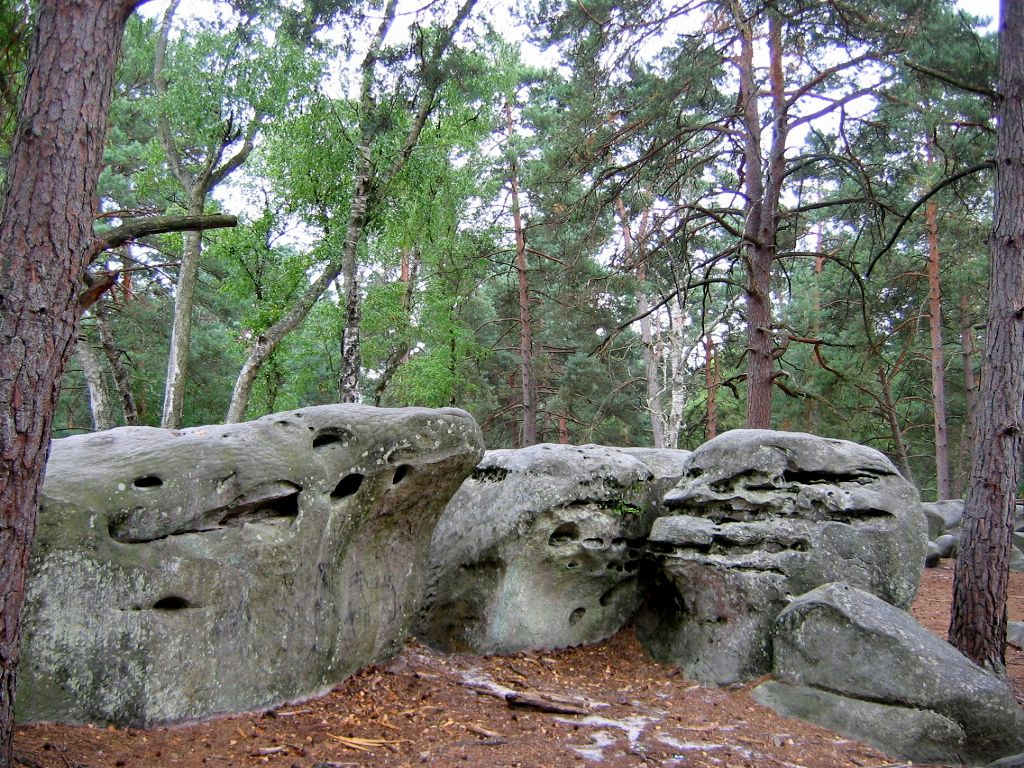
森林里的奇石

枫丹白露森林（法語：Forêt de Fontainebleau）是法国巴黎东南部的一座森林，位于枫丹白露区内。其面积达250 km2（97 sq mi）。森林主要由橡树、松树和欧洲山毛榉组成，森林中存在许多形似各种动物的奇石。